# Наша улица
Наша улица (азерб. Бизим күчә, Bizim küçə) — советская психологическая драма 1961 года производства киностудии Азербайджанфильм.

## Сюжет
Психологическая драма о девушке Саре, которая пропала без вести во время ВОВ. В результате долгих поисков, её мать находит её живой и здоровой.

## Создатели фильма

### В ролях
Римма Мамедова — Сара
Етая Алиева — тётушка Бегим
Агададаш Курбанов — Бахрам
Гюндуз Аббасов — Расим
Гиули Чохонелидзе — Фуад
Сона Асланова — Ашхен
Николай Бармин — Барышев
Николай Волков-ст. — Ларс
Дмитрий Орлов — Куртс
Юрий Аверин — Парк
Лев Грубер — Лем
Мовсун Санани — африканец
Анна Зархицкая
Михаил Швейцер
Сергей Якушев
Нодар Шашикоглу — Мехти Гусейн-задe
А. Молодан
Джабар Алиев — африканец
Малик Дадашов — Карл
Сафура Ибрагимова — Асья
А. Урванцев
С. Алексеева
Р. Акчурин
Бахадур Алиев
Осман Хагги — официант
Ахмед Ахмедов (в титрах — Ахмед Анатоллу)
Алекпер Гусейн-заде
Р. Штабинский
Амина Нагиева (в титрах — Амина Султанова) — Кловани
Окума Гасымова
А. Сосуновская
Р. Мирзаев
В. Рагимов
М. Шкуренко
Гафар Хагги — Муса
Алескер Алекперов — муж Беимы (фото) (в титрах не указан)
Юсиф Юлдуз — рефери бокса (в титрах не указан)
Акбар Файзуллаев — спортсмен (в титрах не указан)
Али Халилов — рефери бокса (в титрах не указан)
Талят Рахманов — билетный контролёр в аэропорту (в титрах не указан)

#### Роли дублировали

##### Внутренний дубляж

###### В титрах не указаны
Али Зейналов — Фуад (Гиули Чохонелидзе)
Камиль Губушов — Бахрам (Агададаш Курбанов)
Лейла Бадирбейли — Ашхен (Сона Асланова)
Агасадых Герабейли — Куртс (Дмитрий Орлов)
Мамедрза Шейхзаманов — русский Забит
Мухлис Джанизаде — Расим (Гюндуз Аббасов)
Бахадур Алиев — Муса (Осман Хагги)
Азизага Гасымов — владелец ресторана
Окума Курбанова — Сара (Римма Мамедова)
Юсиф Велиев — Ларс (Николай Волков-старший)
Садых Гусейнов — Парк (Юрий Аверин)

###### В титрах указаны
Талят Рахманов — кондуктор

##### Дубляж на русский язык
- Роза Макагонова — Сара (Римма Мамедова)
- Вера Енютина — тётушка Бегим (Этая Алиева)
- Артём Карапетян — Бахрам (Агададаш Курбанов)
- Вячеслав Тихонов — Расим (Гюндуз Аббасов)
- Феликс Яворский — Фуад (Гиули Чохонелидзе)
- Наталья Гицерот — Ашхен (Сона Асланова)
- Сергей Курилов — Ларс (Николай Волков-старший)
- Константин Николаев — Парк (Юрий Аверин)
- Евгений Весник — бородач (Мовсун Санани)
- Анатолий Кузнецов — Мехти (Нодар Шашикоглу)
- Игорь Кириллов — официант (Осман Хагги)

### Административная группа
автор сценария: Имран Гасымов
режиссёр-постановщик: Али Саттар Атакишиев
оператор-постановщик: Расим Оджагов
художник-постановщик: Камиль Наджафзаде
художник-костюмер: Мамед Гусейнов
режиссёр: Руфат Шабанов
композитор: Хайям Мирзазаде
звукооператор: Азиз Шейхов
комбинированные съемки оператор: Сергей Ключевский
комбинированные съемки художник: Мирза Рафиев
художница-гримёр: Ю. Белинская
монтажёр: Евгения Абдиркина
ассистенты режиссёра: Ашраф Мамаев, Талят Рахманов
ассистенты оператора: А. Гусейнов, Максуд Алиев, Вейс Гасанов, Эльдар Аббасбейли (в титрах не указан)
ассистент художника: Т. Меликзаде
ассистентка монтажёра: Тахира Бабаева
оркестр: Симфонический оркестр кинематографии СССР
дирижёр: Д. Штилман
директор фильма: Али Мамедов